# Csendélet lófejjel
A Csendélet lófejjel Paul Gauguin alkotása, amely a tokió Artizon Museum gyűjteményének része.

## Keletkezése
Gauguin 1886-ban festette a képet pointilista technikával. A csendélet középpontjában egy klasszikus lófejszobor áll, amelyet a British Museumban látható Elgin-márványok egyik alakjáról mintáztak. A korban, különösen az impresszionisták körében, felkapott volt a japán kultúra, amelyet egy baba és több legyező jelenít meg a képen. Paul Gauguinre szintén hatással volt a távol-keleti kulturális befolyás, sokat tanulmányozta a japán művészetet. A Csendélet lófejjel az első olyan Gauguin-kép, amelyen ez a hatás megjelent.